# Arteria cerebrale posteriore

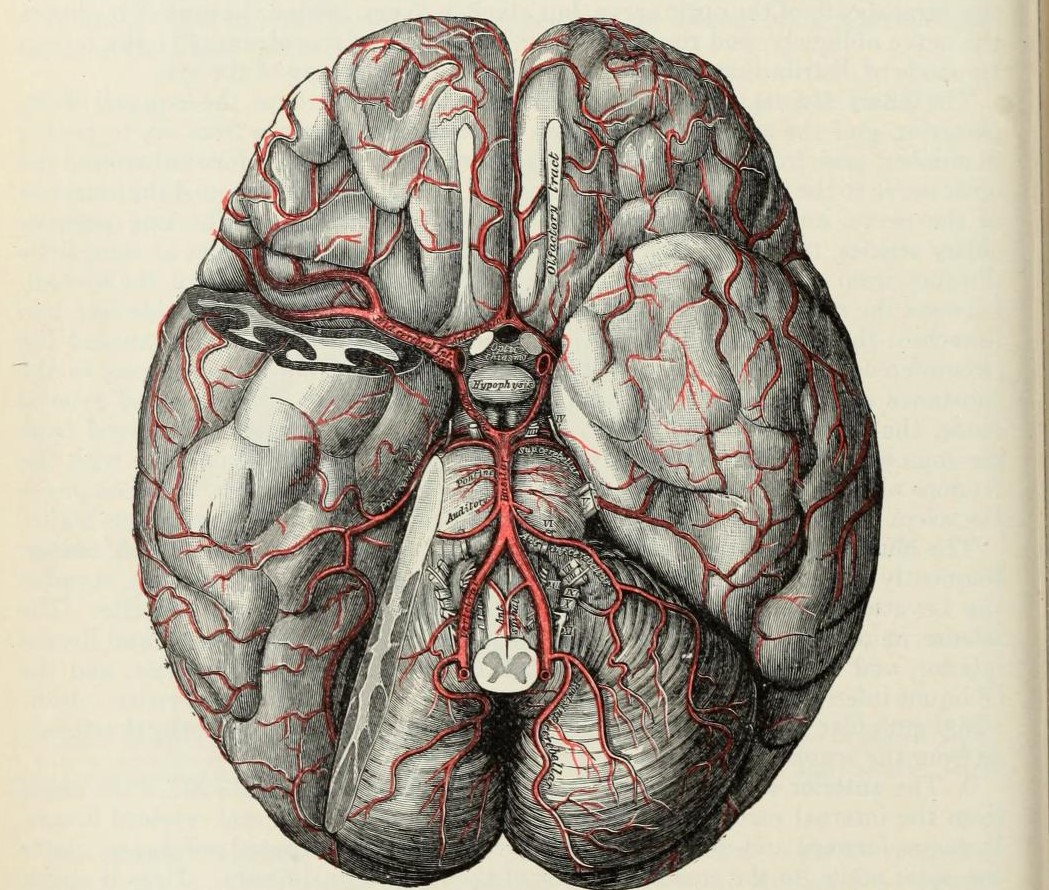
Arteria cerebrale posteriore, collocata all'interno del poligono di Willis, lungo la superficie inferiore dell'encefalo.

L’arteria cerebrale posteriore è una struttura anatomica pari che irrora la faccia inferiore del lobo occipitale e del temporale (fatta eccezione per il polo temporale di competenza dell'arteria cerebrale media), la faccia mediale dell'occipitale ed il margine esterno (striscia tissutale di circa 1cm) della faccia laterale dei lobi temporale e occipitale (per il resto, vascolarizzati medialmente dalla cerebrale media). Fornisce vascolarizzazione trofica anche per il tronco encefalico, il cervelletto, e tutti i nuclei dei nervi cranici.
Origina dall'arteria basilare di cui è ramo terminale: dall'apice della basilare si porta dorsalmente, abbracciando il tronco encefalico e mandando bracci arteriosi a fini trofici, si individuano rami profondi (arterie striate) e due vasi ematici (arteria parieto-occipitale e arteria calcarina) che seguono altrettante scissure sulla superficie corticale (rispettivamente: la scissura parieto-occipitale e la scissura calcarina). Mediante l'arteria comunicante posteriore, partecipa al circolo anastomotico del poligono di Willis.

## Sindrome del circolo posteriore
Per lesioni dell'arteria cerebrale posteriore si realizzano delle "sindromi alterne", in quanto nel tronco encefalo ci sono:
1. I nuclei dei nervi cranici
2. Le vie lunghe ascendenti e discendenti

Quindi per sindrome alterna si intende una lesione del nervo cranico omolaterale alla lesione e disturbi di moto o sensitivi (per interessamento delle vie lunghe) controlaterali alla lesione.
Dunque si avrà una paralisi periferica del nervo facciale dallo stesso lato della lesione e una emiparesi piramidale controlaterale alla lesione.
Così come con il nervo facciale si può realizzare anche con il III° nervo cranico, e quindi avere una ptosi palpebrale da un lato e l'emiparesi controlaterale.
Un interessamento del talamo provoca deficit mnesici e di motilità oculare verticale, alterazione del livello di vigilanza, afasia e sindrome neglect.